# Мондрагон, Кармен
Мари́я дель Ка́рмен Мондраго́н Вальсе́ка (1893—1978) — мексиканская художница, натурщица и поэтесса.

## Биография
Кармен Мондрагон была пятой из восьми детей генерала Мануэля Мондрагона и Мерседес Вальсека. В 1897—1905 годах жила с родителями во Франции, свободно говорила по-французски. С 1905 года семья переехала в Испанию. В 1913 году Кармен вышла замуж за друга семьи — художника Мануэля Родригеса Лосано, с которым переехала в Париж. Среди друзей артистической семьи были Пабло Пикассо, Анри Матисс и Жан Кокто. После начала Первой мировой войны супруги переехали в Сан-Себастьян (брат — Мануэль Мондрагон-младший — держал здесь фотостудию), где Кармен сама начала заниматься живописью.
В 1921 году Кармен Мондрагон вернулась в Мексику и рассталась с мужем, хотя имеется версия, что официальный развод так и не был зарегистрирован. Художница вошла в круг артистической элиты и некоторое время участвовала в работе авангардистского театра «Улисс». В числе её знакомых были Хосе Васконселос и Хавьер Вильяуррутия. Вела свободный, богемный образ жизни, любила эпатировать публику: была, по-видимому, первой женщиной в Мексике, носившей мини-юбку. В Мехико она охотно позировала своим друзьям, в частности, Диего Ривере, Тине Модотти, известна также серия её фотографий в обнажённом виде, выполненных Антонио Кардуньо. В середине 1920-х годов она переживала бурный роман с художником Херардо Мурильо по прозвищу «Доктор Атль»; жили они в бывшем монастыре, выкупленном художником. Он дал Кармен Мондрагон прозвище Науи Оллин (аст. Nahui Olin), обозначавшее у ацтеков нашу Вселенную, сохранённую от разрушения самопожертвованием одного из богов. После разрыва она отрицала всякую с ним связь.
В 1922—1923 годах К. Мондрагон издала поэтические сборники «Оптика головного мозга», «Динамические поэмы» и «Calinement Je Suis Dedans», в те же годы писала картины в примитивистском стиле, который сама определяла как «интуитивный». В 1940-х годах полностью отошла от общественной деятельности, в 1950-х годах преподавала рисование в начальной школе. Скончалась в одиночестве, в полном забвении. В 1990-е годы её персональные выставки были проведены в Музее Диего Риверы в Мехико и Музее мексиканского искусства в Чикаго.

## В популярной культуре
В 2017 году мексиканский режиссер Херардо Торт и сценарист Марина Ставенхаген снимают фильм «Науи», о жизни Кармен Мондрагон. Роль молодой Науи Олин исполнила актриса Ирене Aсуэла, художницу в зрелом возрасте играет Делия Касанова, а Доктора Aтля — актер Хулио Брачо.
В 2019 году испанский издательский дом Seix Barral публикует роман Хуана Бонильи «Totalidad sexual del Cosmos», сюжет которого следует за превратностями судьбы Науи Олин от ее детства до повторного открытия наследия художницы в 1978 году.
В 2019 году в издательстве Planeta вышел роман мексиканской писательницы Сандры Фрид "La mujer que nació tres veces" ("Трижды рождённая"), посвящённый Науи Олин.